# Leo McCarey
Thomas Leo McCarey (* 3. Oktober 1898 in Los Angeles; † 5. Juli 1969 in Santa Monica) war ein US-amerikanischer Regisseur, Filmproduzent und Drehbuchautor. Er wurde in den 1930er-Jahren für seine Inszenierung von Komödien wie Die Marx Brothers im Krieg, Ein Butler in Amerika oder Die schreckliche Wahrheit bekannt, für letzteren wurde er 1938 mit dem Oscar in der Kategorie Beste Regie ausgezeichnet. Er gilt aber auch dank einiger Dramen wie Kein Platz für Eltern und Ruhelose Liebe heute noch als bedeutender Filmschaffender des klassischen Hollywood-Kinos. Für den Film Der Weg zum Glück gewann er 1945 noch zwei weitere Oscars, in den Kategorien Beste Regie und Beste Originalgeschichte.

## Leben
McCarey begann seine Filmkarriere als Assistent von Regisseur Tod Browning, drehte seinen ersten Hollywoodfilm mit 23 und wurde vom Produzenten Hal Roach engagiert, um Drehbücher für den Komiker Charley Chase zu schreiben. 1926 war er bereits Vizepräsident der Roach-Studios und damit auch verantwortlich für einige der besten Filme des Duos Stan Laurel und Oliver Hardy. Laut mehreren übereinstimmenden Berichten soll McCarey als erster auf die Idee gekommen sein, den eher erfolglosen Hauptdarsteller Laurel mit dem vielbeschäftigten Nebendarsteller Hardy zu paaren.
Mit dem Aufkommen des Tonfilms wurde McCarey rasch bekannt dank einiger Komödien mit populären Stars wie Eddie Cantor, bei dessen Der falsche Torero er Regie führte, und Die Marx Brothers im Krieg. 1935 inszenierte er Ein Butler in Amerika mit Charles Laughton in der Hauptrolle eines britischen Butlers, der sich in der amerikanischen Provinz wiederfindet Bekannt für sein Talent, in seinen Filmen sowohl komödiantische Einlagen als auch dramatische Episoden ohne Bruch in der Dramaturgie zu verbinden, stieg er gegen Ende des Jahrzehnts zu einem der bekanntesten und höchstbezahlten Regisseure auf. Die Schauspielerin Irene Dunne verdankte McCarey ihre zwei besten Rollen: Die schreckliche Wahrheit von 1937 und Ruhelose Liebe aus dem Jahr 1939. Dunne wurde beide Male für den Oscar nominiert. Sowohl bei Die schreckliche Wahrheit als auch bei Ruhelose Liebe musste die Crew ohne fertiges Skript arbeiten und wusste in der Regel zu Beginn des Drehtags nicht, welche Dialoge zu sprechen waren. Die fertigen Filme lassen die teilweise chaotische Entstehung nicht erahnen. Ein kommerziell weniger erfolgreicher Film von McCarey, der aber heute als einer seiner besten gilt, ist das Filmdrama Kein Platz für Eltern (1937), in dem die schwierige Situation eines alten Ehepaares in der Great Depression gezeigt wird.
Die Karriere von McCarey erreichte 1944 ihren Höhepunkt mit Der Weg zum Glück. Die sentimentale Geschichte um einen idealistischen Priester, dargestellt von Bing Crosby, wurde mit einem relativ geringen Budget gedreht und entwickelte sich zum größten Kassenerfolg des Jahres. Es gelang den Beteiligten, den finanziellen Erfolg im Folgejahr mit Die Glocken von St. Marien nicht nur zu wiederholen, sondern sogar noch zu übertreffen. Das mag auch daran gelegen haben, dass Ingrid Bergman, damals auf dem Gipfel ihrer Popularität, die weibliche Hauptrolle als Nonne übernahm.
McCareys Filme ab den späten 1940er-Jahren oft weder künstlerisch noch finanziell erfolgreich. Besonders der in der McCarthy-Ära gedrehte Film My Son John, der die Geschichte eines Jungen schilderte, der mit dem Kommunismus sympathisiert und am Ende seinen Irrtum einsieht und einen ehrenvollen Tod stirbt, passt mit seinem aufdringlichen Pathos kaum in den Kanon seiner übrigen Filme. Der wohl bemerkenswerteste Film seiner späten Karriere war Die große Liebe meines Lebens, seine Neuverfilmung von Ruhelose Liebe mit Cary Grant und Deborah Kerr in den Hauptrollen. Nach der schwachen Rezeption seines letzten Filmes China-Story (1962) mit William Holden in der Hauptrolle zog sich McCarey aus dem Filmgeschäft zurück.
McCarey gewann 1937 und 1944 den Oscar als bester Regisseur. 1945 erhielt er zusätzlich den Oscar für die beste Originalgeschichte. Darüber hinaus wurden seine Originaldrehbücher für Ruhelose Liebe, Meine Lieblingsfrau und My Son John oscarnominiert.
Er wurde auf dem Holy Cross Cemetery in Culver City, Kalifornien begraben.

## Filmografie (Auswahl)
Regie
- 1925: Ist das Leben nicht schrecklich? (Isn’t Life Terrible?) (Kurzfilm)
- 1926: Fuchsteufelswild (Crazy like a fox)
- 1927: Das Haus der tausend Freuden (Call of the Cuckoo)
- 1927: Die unfolgsame Tochter (Why Girls Say No)
- 1928: Das unfertige Fertighaus (The Finishing Touch)
- 1928: Zwei Matrosen (Two Tars)
- 1928: Im Strudel der Gosse (We Faw Down)
- 1928: Laurel und Hardy: Should Married Men Go Home?
- 1928: Laurel und Hardy: Habeas Corpus
- 1929: Die Sache mit der Hose (Liberty)
- 1929: Der Gaul auf dem Klavier (Wrong Again)
- 1929: Das große Geschäft (Big Business)
- 1930: Angeheitert (Blotto)
- 1930: Let’s Go Native
- 1930: Part Time Wife
- 1931: Indiscreet
- 1932: Der falsche Torero (The Kid from Spain)
- 1933: Die Marx Brothers im Krieg (Duck Soup)
- 1934: Sechs von einer Sorte (Six of a Kind)
- 1934: Die Schöne der neunziger Jahre (Belle of the Nineties)
- 1935: Ein Butler in Amerika (Ruggles of Red Gap)
- 1936: Ausgerechnet Weltmeister (The Milky Way)
- 1937: Kein Platz für Eltern (Make Way for Tomorrow)
- 1937: Die schreckliche Wahrheit (The Awful Truth)
- 1939: Ruhelose Liebe (Love Affair)
- 1942: Es waren einmal Flitterwochen (Once Upon a Honeymoon)
- 1944: Der Weg zum Glück (Going My Way)
- 1945: Die Glocken von St. Marien (The Bells of St. Mary’s)
- 1948: Der beste Mann der Stadt (Good Sam)
- 1952: My Son John
- 1957: Die große Liebe meines Lebens (An Affair to Remember)
- 1958: Keine Angst vor scharfen Sachen (Rally ’Round the Flag, Boys!)
- 1962: China Story (Satan Never Sleeps)

Nur Drehbuch
- 1928: Von der Suppe zum Dessert (From Soup to Nuts)
- 1929: Wrong Again
- 1929: Der Prinz im Fahrstuhlschacht (Double Whoopee)
- 1929: Laurel und Hardy: Berth Marks
- 1929: Laurel und Hardy: They Go Boom
- 1929: Laurel und Hardy: Bacon Grabbers
- 1929: Unschuldig hinter Gittern (The Hoose-Gow)
- 1929: Kuschel-Liebe (Angora Love)
- 1930: Unter Null (Below Zero)